# Chiesa di Santa Maria di Gesù (Catania)
La chiesa di Santa Maria di Gesù è una chiesa di Catania sita sul lato nord della piazza a cui dà il nome, nell'omonimo quartiere; la sua prima edificazione risale al 1442.

## Storia

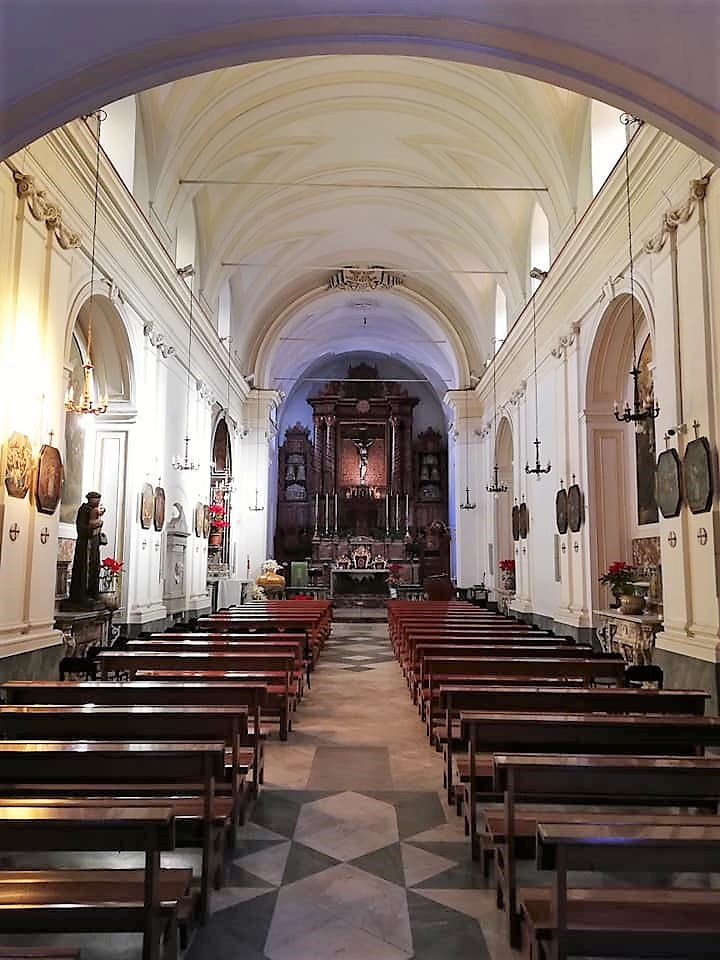
Navata.

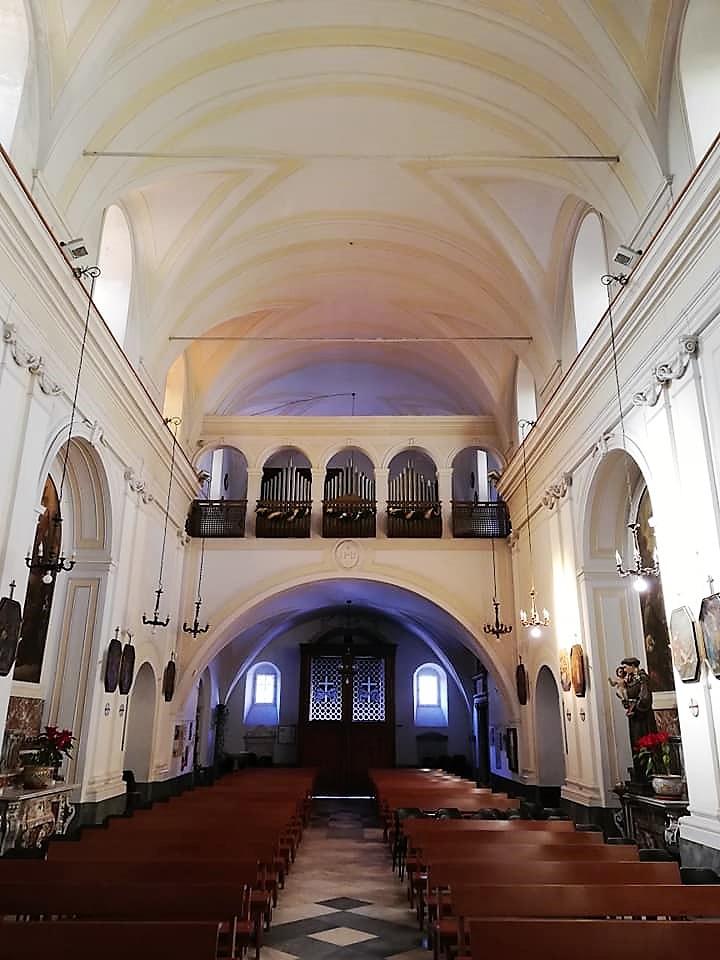
Controfacciata.

Il sito ove sorge la chiesa attuale, nel Trecento era sede di una piccola cappella, attiguo alla quale sorse, in seguito, anche un piccolo convento di religiosi francescani dell'Ordine dei frati minori osservanti. La cappelletta era posta al margine di un'area nota fino a qualche secolo fa come Selva del convento di Santa Maria di Gesù, compresa tra l'attuale Giardino Bellini, la via Plebiscito e il viale Regina Margherita nei cui pressi si trova una tomba di forma circolare chiamata Mausoleo Modica. Tale area dal V secolo a.C. al tardo impero romano e quindi anche in epoca cristiana, ebbe un utilizzo a scopo funerario: ciò spiegherebbe sia la presenza della cappella del convento in epoche successive.

### Epoca aragonese
La chiesa vera e propria di Santa Maria di Gesù sorse nel 1442, e fu gradatamente nel tempo decorata con opere d'arte, nel 1498 con la Madonna con bambino di Antonello Gagini, una delle più alte espressioni del rinascimento siciliano fra le sculture presenti in città, recante nello scanello le raffigurazioni della Visitazione della Beata Vergine Maria, di San Francesco d'Assisi e Sant'Antonio di Padova.
Arricchita ulteriormente col trittico di Antonello da Saliba, dipinto autografo su tavola (Antonœllus Messenius de Saliba hoc fecit opus die 2 juliì 1497).

### Epoca spagnola
Nel 1519 fu decorata con gli addobbi della Cappella Paternò e Porta realizzata da Antonello Gagini, nel 1525 con la pala d'altare di Angelo Di Chirico.
Nel 1626 si insediano i religiosi dell'Ordine dei frati minori riformati. Nel 1628 Umile da Petralia, artista scultore appartenente all'ordine dei riformati, realizza il Crocifisso ligneo.
Dopo la distruzione avvenuta a seguito del terremoto del 1693, la chiesa fu riedificata agli inizi del XVIII secolo con l'attuale caratteristica facciata da fra' Girolamo Palazzotto e decorata in seguito con stucchi che, tuttavia, nel restauro del chiostro attiguo, apportarono la copertura di opere d'arte più antiche.
Nel 1949 la chiesa è stata elevata a parrocchia.

## Esterno
La facciata è austera, di gusto romanico, con la decorazione laterale, tipica di molte chiese dell'area etnea, ad alternanza di pietre squadrate di basalto nero e pietra bianca.

## Interno
La chiesa, a navata singola, ai due lati presenta delle cappelle edificate da alcune famiglie della nobiltà catanese.
Sono custodite opere di Angelo De Chirico, Giuseppe Zacco, Antonello Gagini.

### Navata destra
- Nicchia: teca con Ecce Homo.
- Nicchia: ?
- Prima arcata: Altare.
- Seconda arcata: Altare.

### Navata sinistra
- Prima cappella: Cappella Paternò - Castello.
- Seconda cappella: Cappella Tornabene. 
  - Monumento funebre.
- Prima arcata: Altare. Dipinto, sulla mensa è custodita una statua raffigurante Sant'Antonio di Padova.
- Seconda arcata: Altare di Santa Maria di Gesù. 
  - Fonte battesimale.

### Cappella Paternò
Alla Cappella Paternò si accede attraverso un bel portale scultoreo opera di Antonello Gagini e della sua bottega del 1518 - 1519, patrocinata da Alvaro Paternò recante in bassorilievo la raffigurazione della Pietà. Lo stile omogeneo e raffinato della cappella riflette i canoni delle scuole del XVI secolo nel cui periodo venne realizzata. Busto raffigurante Alvaro Paternò. Sull'architrave ricorre l'iscrizione:

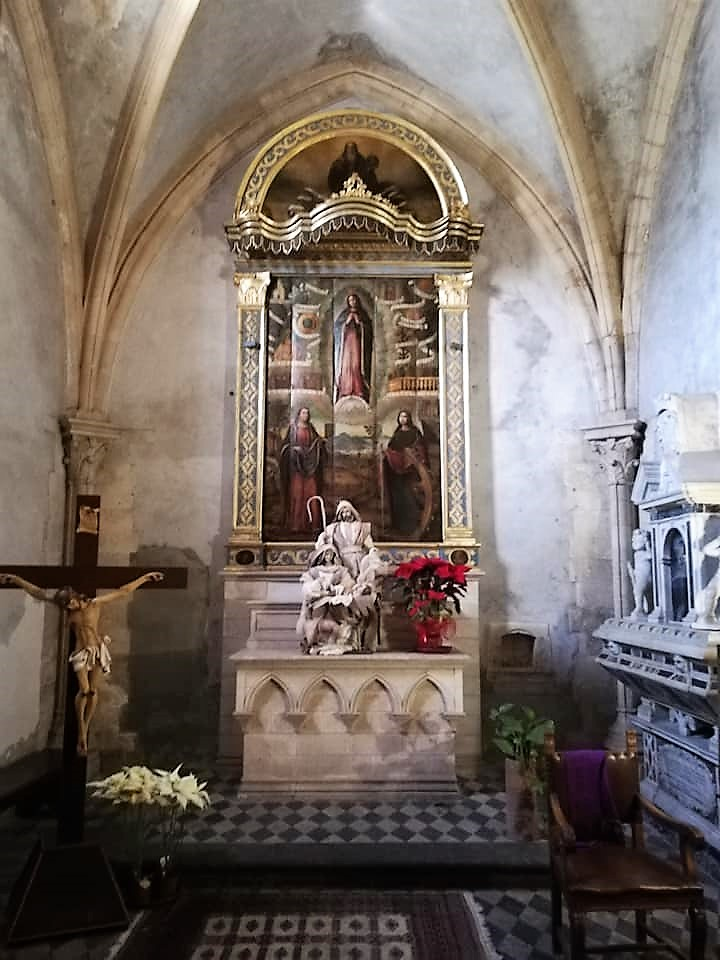
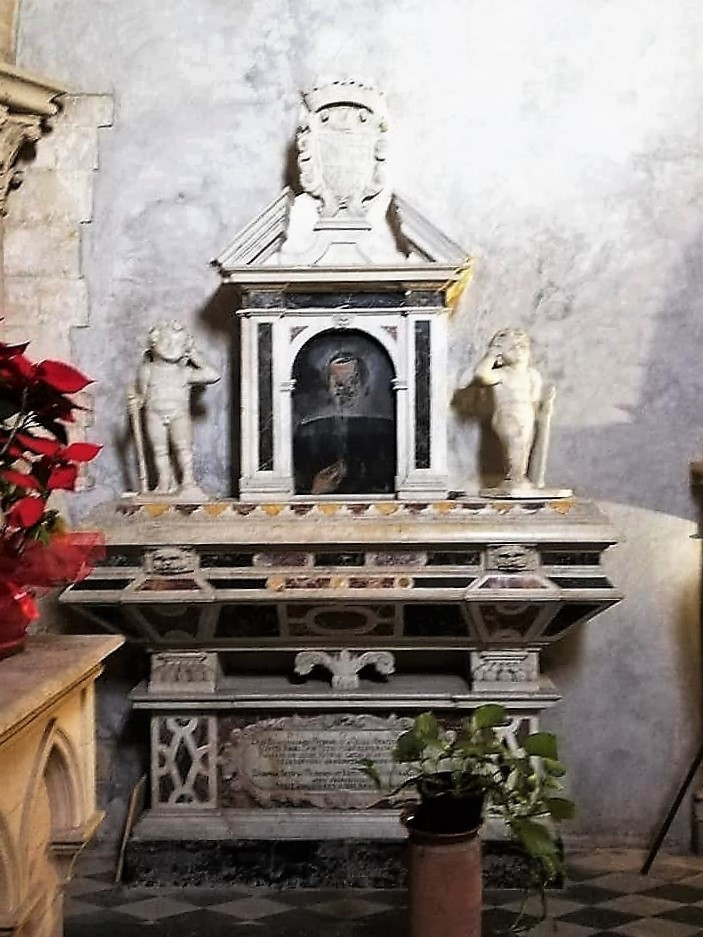
Monumento funebre di Bartolomeo Paternò e Valle (†05.08.1633), figlio di Pietro Alvaro.
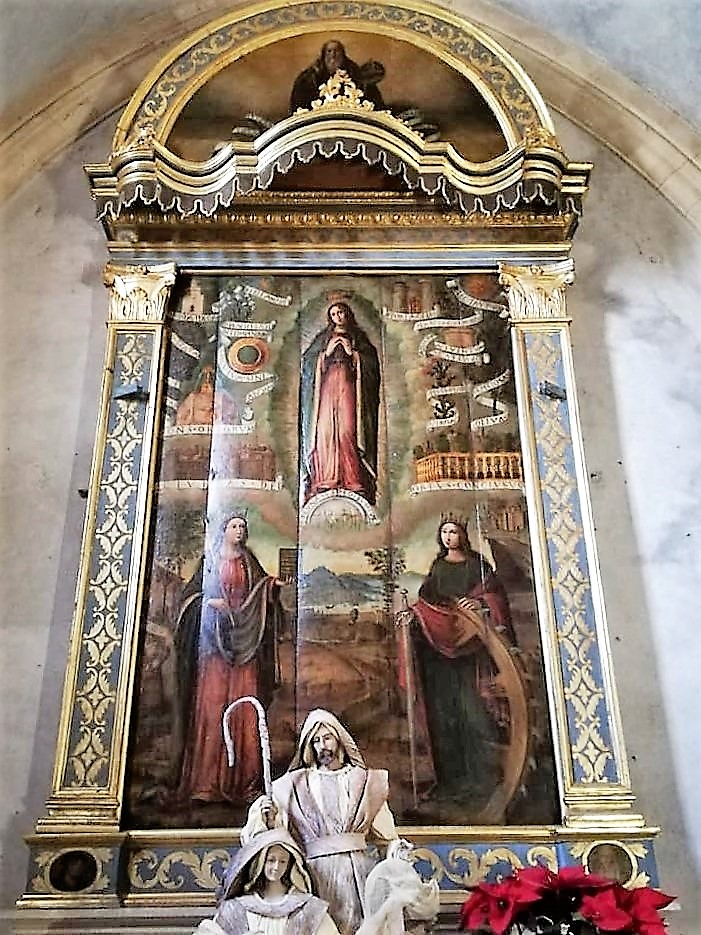
La Madonna con le ss. Agata e Caterina (1525) di Angelo d'Errico.
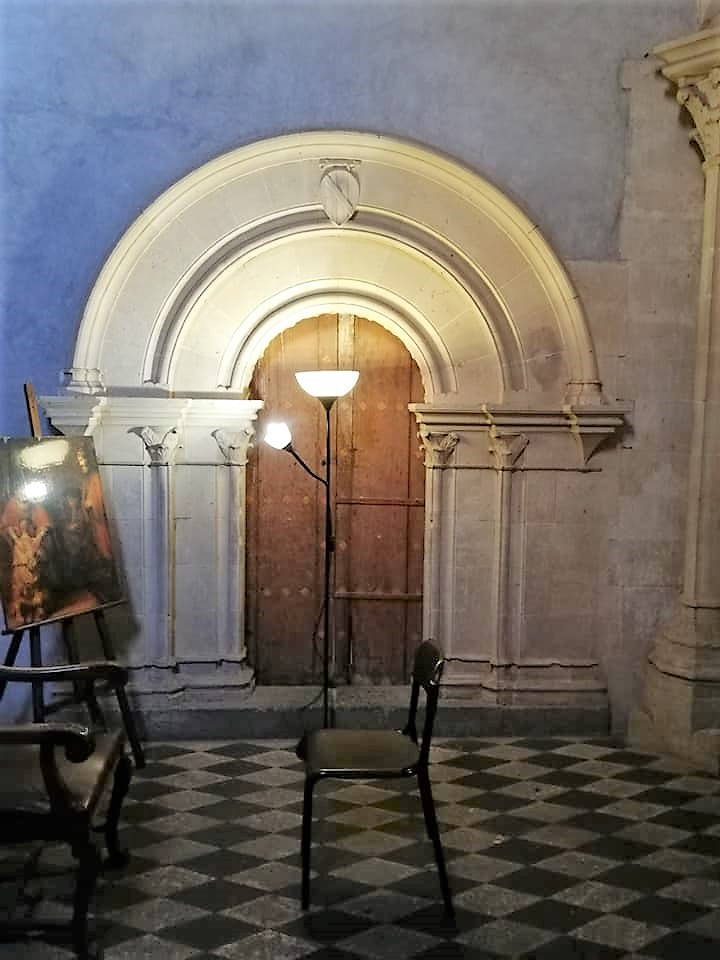
Portale del XVI sec.
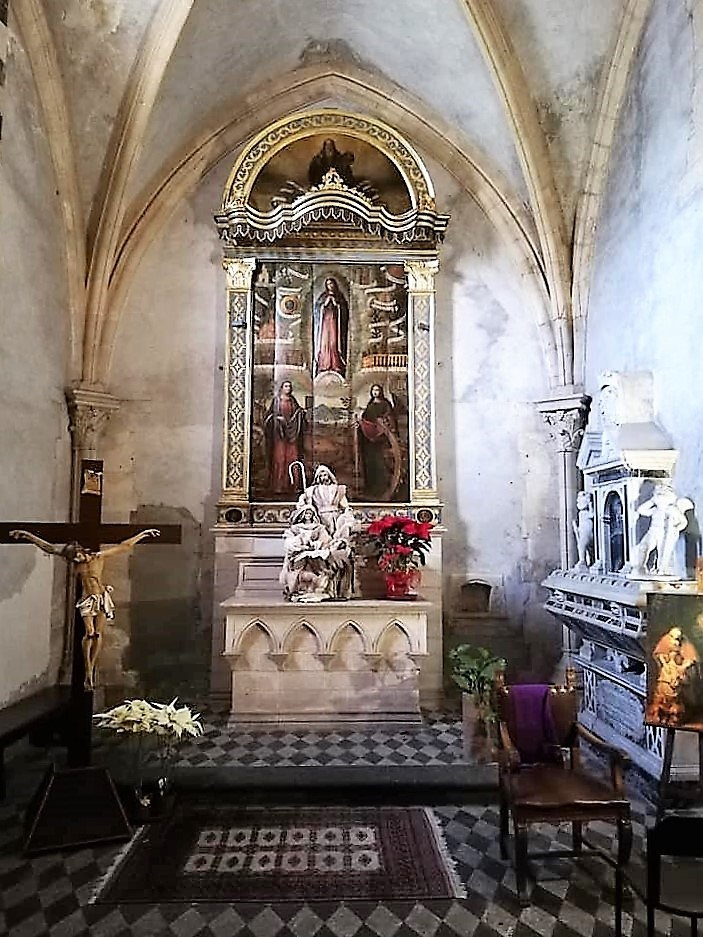

### Cappella Tornabene
Notevole è anche la Cappella Tornabene, ambiente patrocinato dall'omonima famiglia.

## Convento di Santa Maria di Gesù

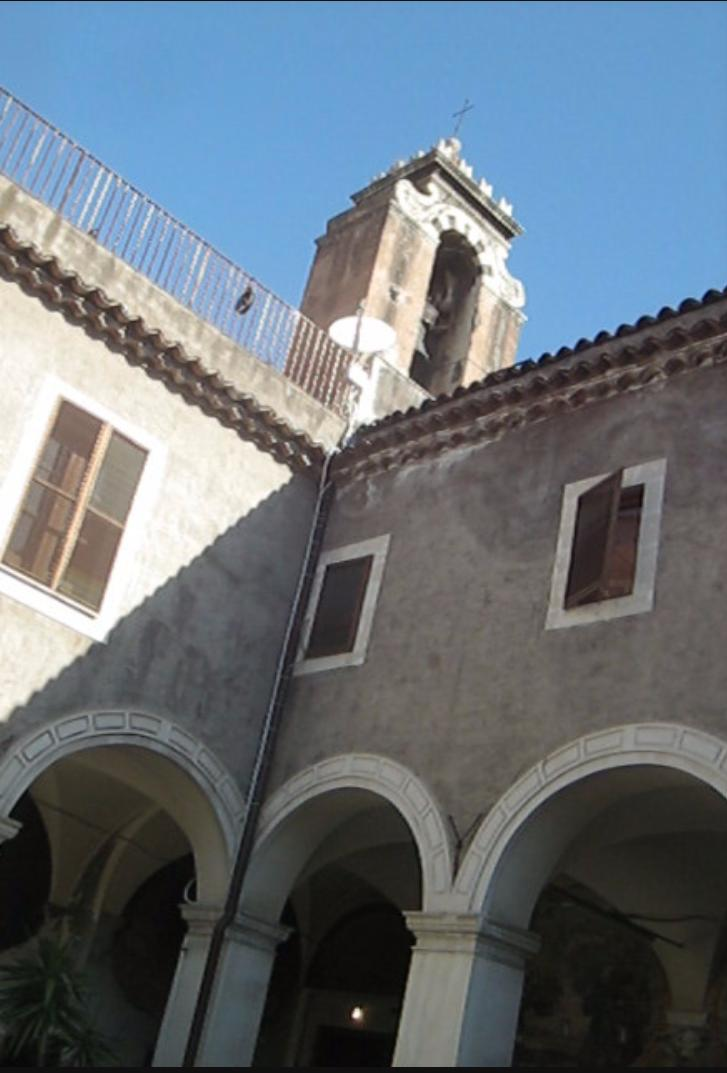
Il chiostrino rinascimentale del convento. Si nota il piccolo campanile Settecentesco a decorazione con archetto bicromo.

L'istituzione è documentata come convento dell'Ordine dei Frati Minori Osservanti, in seguito dell'Ordine dei frati minori riformati.
Cortile quadrato, chiostro porticato con pilastri, sei luci per lato, addossato esternamente alla parte destra del tempio.
Le pareti dei portici presentano una decorazione pittorica a fresco di notevole rilievo.
Il bassorilievo con arabeschi che decora la fonte del cortile è opera di Antonello Gagini.

## Opere documentate
- 1497, Trittico, Antonello da Saliba.
- 1525, Immacolata Concezione raffigurata tra Sant'Agata e Santa Caterina d'Alessandria, dipinto su tavola, opera di Angelo Di Chirico collocata sull'altare maggiore.

## Galleria d'immagini
Pannelli di Polittico di Antonio di Saliba custoditi nel Museo civico al Castello Ursino